# Vagaršapat
Vagaršapat (armensko Վաղարշապատ armenska izgovorjava: [vɑʁɑɾʃɑˈpɑt]) je četrto največje mesto v Armeniji in najštevilnejša občinska skupnost province Armavir. Leži približno 18 km zahodno od glavnega mesta Erevan in 10 km severno od zaprte turško-armenske meje. Običajno je znan kot Ečmiadzin (Էջմիածին), ki je bilo uradno ime med letoma 1945 in 1995. Še vedno se pogosto uporablja pogovorno in v uradni birokraciji.
Mesto je najbolj znano po lokaciji ečmiadzinske stolnice, središča Armenske apostolske cerkve. V zahodnih virih je tako neuradno znano kot 'sveto mesto' v Armeniji in kot 'duhovna prestolnica države' (հոգևոր մայրաքաղաք). Bilo je eno večjih mest in glavno mesto starodavne Velike Armenije. Do začetka 20. stoletja se je mesto zmanjšalo, v sovjetskem obdobju pa se je močno razširilo in postalo predmestje Erevana. Po ocenah iz leta 2016 ima nekaj več kot 37.000 prebivalcev.

## Zgodovina

### Zgodnja zgodovina
Ozemlje antičnega Vagaršapata je bilo naseljeno že od 3. tisočletja pred našim štetjem. Številna najdišča, kot so grad Metsamor, hrib Šreš in hrib Mokhrablur, segajo v obdobje neolitika. Prvi pisni zapisi o Vagaršapatu so bili najdeni v napisih, ki jih je pustil urartski kralj Rusa II. (685–645 pr. n. št.), kjer se omenja kot Kuarlini (Կուարլինի). Napis, ki so ga našli na arheološkem najdišču navaja vodni kanal, ki ga je odprl kralj Rusa II., med reko Ildaruni (Hrazdan) in dolino Kuarlini.
Po pisatelju iz 5. stoletja Movsesu Khorenaciju je bilo najstarejše ime Vagaršapata Artimed (Արտիմէդ), ki izvira od starogrške boginje Artemide. Kasneje so ga preimenovali v Avan Vardgesi (Աւան Վարդգէսի, 'Mesto Vardges') ali Vardgesavan (Վարդգէսաւան), potem ko ga je knez Vardges Manouk obnovil ob obali reke Kasagh, v času vladavine armenskega kralja Orontesa I. Sakavakjaca (570–560 pr. n. št.).
V času kralja Tigrana Velikega (95–45 pr. n. št.) so mesto deloma naselili judovski ujetniki.
V prvi polovici 1. stoletja našega štetja je bilo v času armenskega arsakidskega kralja Vagarša I. (117–144) staro mesto Vardgesavan obnovljeno in preimenovano v Vagaršapat (Վաղարշապատ). V svoji prvi knjigi Justinijanove vojne je bizantinski zgodovinar Prokopij mesto navedel kot Valašabad (Balašabad), poimenovan po armenskem kralju Valašu (Balaš). Ime se je razvilo v poznejšo obliko s premikom medialnega L v Gh, ki je v armenskem jeziku pogost. Mojses Khorenaci je omenil, da je mesto Vardges v celoti obnovil in ogradil kralj Vagarš I., da bi postal znan kot Noarakaghak (Նորաքաղաք, 'Novo mesto') in pozneje Vagaršapat.
Vagaršapat je bil glavno mesto arsakidske Kraljevine Armenije med letoma 120 in 330.  Potem ko so leta 301 v Armeniji sprejeli krščanstvo kot državno vero, se je Vagaršapat postopoma imenoval Ejmiacin (armensko: Էջմիածին), po imenu matične stolnice; sedež armenskega katolikosata, ki velja za eno najstarejših verskih organizacij na svetu. Kot duhovno središče celotnega armenskega naroda je Vagaršapat hitro zrasel in se razvil kot pomembno središče izobraževanja in kulture. Mesto je bilo eno najstarejših izobraževalnih ustanov v Armeniji, ki ga je ustanovil Mesrop Maštoc.
Politična prestolnica armenskega kraljestva je bila leta 336 prenesena v mesto Dvin.

### Srednji vek
Vagaršapat je ohranil status najpomembnejšega mesta v državi do padca Arsakidskega kraljestva leta 428. Mesto je po perzijski vladavini postopoma izgubilo svoj pomen, zlasti ko je bil sedež katolikozata leta 452. premeščen v Dvin. Rokopisna knjižnica v Armeniji je bila ustanovljena leta 480 v Vagaršapatu.
Armenska cerkev je zavrnila Kalcedonski koncil (451), ker so verjeli, da je kalcedonska kristologija preveč podobna nestorijanstvu; vendar so nekateri armenski škofje, ki so bili prisotni na ozemljih Rimske Armenije, podpisali dokumente koncila in sprejeli tudi 458 encikliko  papeža Leona I., ki nalaga spoštovanje kalcedonske definicije. V Persarmeniji je perzijska nestorijanska cerkev podpirala širjenje nestorijanizma, ki ga je armenska cerkev že prej razglasila za heretiko in ga videlo kot grožnjo neodvisnosti svoje Cerkve. Peter Iberijski, gruzijski knez, je prav tako močno nasprotoval kalcedonskemu verovanju. Tako se je leta 491 armenski katolikos Babken I., skupaj z albanskimi in iberskimi škofi srečal v Vagaršapatu in izrekel obsodbo kalcedonske opredelitve.
Leta 658 so Vagaršapat osvojili Arabci, skupaj z ostalim armenskim visokogorjem. Mesto je bilo na kratko oživljeno med 9. in 11. stoletjem pod bagratidsko Kraljevino Armenijo, preden so ga leta 1045 Bizantinci nadvladali in leta 1064 Seldžuki.
Sredi 13. stoletja je Vagaršapat postal del Ilhanata Mongolskega cesarstva. V zadnji četrtini 14. stoletja je Armenijo, vključno z Vagaršapatom, prevzelo turško pleme Aq Qoyunlu, sunitskih Oguzov.
Leta 1400, ko je Timur napadel Armenijo in Gruzijo, je bilo pod okriljem Timuridskega cesarstva depopularizirano veliko okrožij, vključno z Vagaršapatom. Leta 1410 je Armenija padla pod nadzor turškega plemena Kara Koyunlu Šia Oguz. Po turško-mongolski vladavini je bil Vagaršapat Turkom znan kot Uchkilisa (Üçkilise, 'tri cerkve' v turščini).
Vpliv Vagaršapata se je zmanjšal med letoma 1045 in 1441, ko je bil sedež armenskega katolikosata premeščen iz kilikijskega mesta Sis nazaj v Ečmiadzin.

### Sodobnost
Med letoma 1502 in 1828 je Armenija postala del perzijske države pod vladavino Safavidov, Afšaridov in Kadžarov, s krajšimi obdobji osmanske vladavine med letoma 1578 in 1603 ter pozneje med letoma 1722 in 1736.
Leta 1828 je bil po rusko-perzijski vojni Vagaršapat - kot del Ereanskega kanata - izročen Ruskemu cesarstvu na podlagi Turkmenčejske pogodbe, podpisane 21. februarja 1828.
Eli Smith in H. G. O. Dwight sta v svoji knjigi iz leta 1833 opisala Vagaršapat, takratno vas, takole: »Ne predstavlja nič drugega kot gnečo blatnih koč, morda 500 po številu«.
Z ustanovitvijo guvernorata Erevan leta 1850 je Vagaršapat postal središče novoustanovljenega Ečmiadzinskega ujezda.
Armenija je uživala kratko obdobje neodvisnosti med 1918 in 1920, preden je padla pod boljševiško 11. Rdečo armado in postala del Sovjetske zveze. Leta 1925 je nov načrt obnove sodobnega mesta uvedel arhitekt Aleksander Tamanjan. Končno je bil dokončan med letoma 1939 in 1943. Leta 1945 je sovjetska vlada mesto Vagaršapat uradno preimenovala v Ečhmiadzin.
V 1950-ih in 1960-ih je bilo mesto priča velikemu valu gradenj, vključno s stanovanjskimi zgradbami in industrijskimi obrati. Do konca 1960-ih so bili zgodovinski spomeniki mesta, vključno verski kompleks Matičnega sedeža svetega Ečmiadzina, cerkve svete Hripsime, cerkve svete Gajane in okolice stolnice Zvartnoc, v celoti sanirani.
Po osamosvojitvi Armenije se je mesto leta 1995 uradno preimenovalo v Vagaršapat. Vendar mesto še vedno popularno imenujejo Ečmiadzin.
Oktobra 2018 je bila Diana Gasparyan, ki jo je predlagala stranka civilne pogodbe, izvoljena za županjo mesta in prvo žensko županjo v državi.

## Geografija
Vagaršapat je največje satelitsko mesto Erevana in 4. največje v Armeniji po številu prebivalcev. Leži  zahodno od Erevana v porečju reke Kasagh, na severovzhodnem robu Araratske planote in zelo blizu mednarodnega letališča Zvartnoc.
Po Zgodovini Armenije, Mosesa Čoreneja in zaradi številnih arheoloških raziskav na tem območju je najverjetnejša lokacija starodavnega mesta Vagaršapat območje hriba Šreš ob reki Kasagh.
Hrib Šreš ali Kond Ghugo, kot ga je poimenovalo lokalno prebivalstvo, je od severovzhoda novodobnega Vagaršapata na poti proti Ošakanu oddaljen le 500 metrov. Je umetni hrib in ima premer 123 metrov. Prvič je bil izkopan leta 1870. Leta 1913 in 1928 je območje izkopal arheolog Ervand Lalajan. Med hribom in bližnjimi mesti Mecamor in Mokrablur so bila med letoma 1945 in 1950 izvedena obsežna izkopavanja.
Zgodovinsko gledano je Vagaršapat v osrčju Armenskega visokogorja, v kantonu Aragacotn (armensko: Արագածոտն գաւառ Aragatsotn gavar, ne da bi ga zamenjali s sedanjo provinco Aragacotn) v provinci Ajrarat, v Veliki Armeniji.
Mesto ima povprečno nadmorsko višino 853 metrov. Podnebje je hladno polsušno (Köppenova klasifikacija BSk).

## Gospodarstvo
Vagaršapat je bil dom 1. tovarne papirja v zgodovini Armenije. Leta 1780 je katolikos Simeon I. Erevanski ustanovil tovarno papirja Ečmiadzin, ki je delovala šest let.
V času sovjetske oblasti se je mesto spremenilo v pomembno industrijsko središče. V njem so bila štiri glavna industrijska podjetja, specializirana za proizvodnjo vojaške tehnologije. Vendar je produktivnost padla po padcu Sovjetske zveze.
Trenutno industrija mesta temelji predvsem na predelavi hrane. Največja industrijska podjetja v mestu so tovarna za izdelavo instrumentov, ustanovljena leta 1966, E. P. G. Tovarna konzerv, ustanovljena leta 1969, Mlekarna, ustanovljena leta 1997, obrat Sonimol za žito, ustanovljen leta 2001, tovarna vinskega žganja in vodke, ustanovljena leta 2005 in Ekologija V. K. H. obrat za uničevanje bioloških odpadkov, ustanovljen leta 2009. 

## Ečmiadzinske cerkve
Po legendi, ki jo je okoli leta 460 zapisal Agathangelos v svoji Zgodovini Armencev, se je Gregorju Razsvetitelju prikazalo, kako so se nebesa odprla in na zemljo je posijal žarek, po katerem so prišli angeli na čelu s Kristusom. Ta je trikrat zamahnil z zlatim kladivom in na teh mestih je nastal ognjen steber z zlatimi temelji, oblačnimi vrhovi in svetlobnimi križi. Iz teh ognjenih stebrov so nastale tri cerkve prekrite z oblaki v obliki kupole. Podobno razodetje se je prikazalo tudi armenskima krščanskima mučenicama Gajani in Hripsimi. Na mestu, kjer je Kristus udaril s kladivom, je Gregor ustanovil samostan Ečmiadzin, kar pomeni 'spust edinega rojenega'. 
Arheološka izkopavanja so pokazala, da je prva bazilika nastala na mestu poganskega templja, katerega oltar je še vedno mogoče videti. Šele v 5. stoletju je nastala cerkev v obliki grškega križa, kakršno omenja legenda in naj bi bila zgled za vse armenske cerkve. Stolnico so dograjevali v 7. stoletju. Sedež katolikosa je bila vse do leta 1065, ko se je bil Gregor II. prisiljen umakniti pred seldžuškimi Turki v Kilikijo in šele leta 1441 je koncil sklenil, naj se sedež katolikosa vrne v Ečmiadzin. Leta 1627 so stekla obnovitvena dela, vendar je bila stolnica kmalu zatem znova poškodovana zaradi bojev med Perzijo in Turčijo. V 17. stoletju so prizidali še štiri zvonike. Ves čas z izjemo obdobja Sovjetske zveze je v samostanu delovalo semenišče, ki so ga leta 1997 ponovno odprli. V stolnici je danes relikviarij, kjer je poleg malo prej omenjenega poganskega oltarja mogoče videti še domnevo konico kopja, s katerim naj bi prebodli Kristusa in ga naj bi v samostan Geghard prinesel apostol Tadej, domnevno roko Gregorja Razsvetitelja, kos lesa z Noetove barke, kapljo Hripsimine krvi, ipd. 
Dve ostali pomembni cerkvi v mestu sta cerkvi sv. Gajane in sv. Hripsime. Prva je po naročilu katolikosa Ezra nastala v 7. stoletju nedaleč od katedrale, na mestu, kjer naj bi to svetnico mučili. To longitudinalno baziliko so prvič obnovili šele v 17. stoletju, ko so ji na vzhodni strani dodali še kapelo s svetničinimi relikvijami, na zahodni pa galerijo. Približno kilometer vzhodno od Komitasovega trga (središče mesta tik ob stolnici), ob glavni cesti proti Erevanu, je cerkev sv. Hripsime, ki jo je ravno tako v 7. stoletju dal zgraditi katolikos Komitas nad svetničinim mavzolejem iz leta 395. Skoraj nespremenjena je ostala do 17. stoletja, ko so na streho dodali križ, konec 18. stoletja pa so ji dozidali še zvonik.
V mestnem središču lahko najdemo še dve manj pomembni cerkvi. Cerkev Šoghakat je konec 17. stoletja dal zgraditi princ Aghamal Šorotetsi nedaleč od cerkve sv. Hripsime, cerkev Matere Božje pa je nastala v 18. stoletju v samem mestnem središču. Prvotno je bila lesena, v 19. stoletju pa so na njenem mestu zgradili sedanjo kamnito zgradbo z rokokojskim oltarjem. Ta cerkev je bila namenjena navadnim ljudem v nasprotju z ostalimi cerkvami, ki so bile namenjene visokim cerkvenim dostojanstvenikom.
Leta 2000 so bile ečmiadzinske cerkve skupaj z ostanki stolnice v bližnjem Zvartnocu vpisane v UNESCOv seznam svetovne dediščine.

## Galerija
- Stolnica
- Cerkev sv. Gajane
- Cerkev sv. Hripsime

## Pobratena mesta
| - Issy-les-Moulineaux, Francija (od 1989) - Petrozavodsk, Rusija (od 2004) - Fresno, Kalifornija, ZDA (od 2009) - Sergijev Posad, Rusija (od 2010) | - Hadrut, Republika Arcah (od 2010) - Martakert, Republika Arcah (od 2010) - Veliko Trnovo, Bolgarija (od 2013) |